# Stigmatobracon diversipennis
Stigmatobracon diversipennis är en stekelart som beskrevs av Turner 1918. Stigmatobracon diversipennis ingår i släktet Stigmatobracon och familjen bracksteklar. Inga underarter finns listade i Catalogue of Life.